# Мучкапский
Мучка́пский (до 8 января 1958 года — Мучка́п) — рабочий посёлок, административный центр Мучкапского района Тамбовской области.
Образует одноимённый Мучкапский поссовет.

## Герб
В 2005 году Б. Сковродом выпущен сувенирный значок с эмблемой Мучкапского района (эмблема не утверждалась официально): «В лазоревом поле серебряный колос в серебряной шестерне. В лазоревой вольной части щита золотой улей, над которым три золотые пчелы полукругом».

## География
Посёлок Мучкапский находится в 160 км от Тамбова, на юго-востоке Тамбовской области. Мучкапский расположен на левом берегу реки Вороны (бассейн Дона), севернее места впадения в неё реки Мучкап.

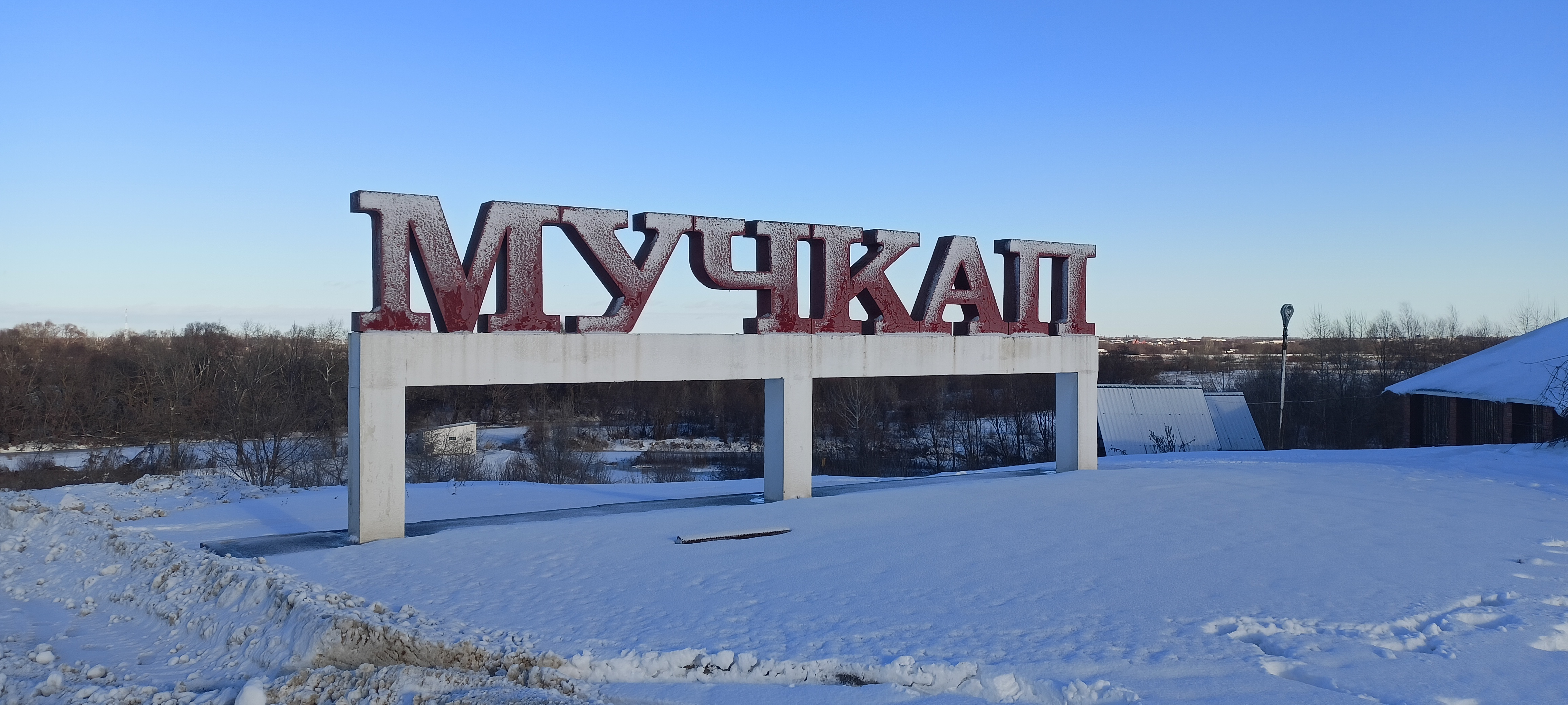

Поверхность равнинная с понижением к северо-западу, западу и юго-западу. Климат континентальный. Зимой и осенью преобладают южные и юго-западные ветры, а весной и летом — юго-восточные и западные. Почвы — тучные чернозёмы.

## История
Первые поселенцы пришли сюда в 1730 году из соседнего села Коростелево, с правого берега реки. До второй половины XVIII столетия на месте нынешнего Мучкапа было уже более 100 однодворческих дворов. Но раньше считалось, что село не существует до тех пор, пока не будет построена и освящена церковь. Сначала Мучкап был приходом с. Коростелёво, потом была построена первая церковь и в 1764 году освящена. И село по реке Мучкап получило название Мучкап, Коростелево тож. 8 января 1958 года село Мучкап постановлением Тамбовского областного Совета депутатов трудящихся переименовано в рабочий посёлок Мучкапский.
Пётр Георгиевич Благонадеждин (1861 — после 1920), приехав в Мучкап с христианской миссией, обнаружил в архивах церкви записи священника Стефана Победоносцева об истории Мучкапа. Он продолжил изучение истории возникновения села в архивах Тамбовской Духовной консистории и пользовался исследованиями Тамбовской Учебной Архивной комиссии. Пётр Благонадеждин в 1913 году издал книгу «Мучкап» (исторический очерк) к 100-летию строительства Крестовоздвиженского храма. Книга была издана в Тамбове в электрической Типолитографии Тамбовского губернского правления.

## Население
| 1800  | 1933    | 1959  | 1970  | 1979  | 1989  | 2002  | 2009  | 2010  |
| ----- | ------- | ----- | ----- | ----- | ----- | ----- | ----- | ----- |
| 1013  | ↗10 000 | ↘8772 | ↗9197 | ↘8954 | ↘8604 | ↘8050 | ↘7433 | ↘7080 |
| 2012  | 2013    | 2014  | 2015  | 2016  | 2017  | 2018  | 2019  | 2020  |
| ↘6984 | ↘6971   | ↘6688 | ↘6592 | ↘6587 | ↘6473 | ↘6380 | ↘6226 | ↘6126 |
| 2021  | 2025    |       |       |       |       |       |       |       |
| ↘5949 | ↘5631   |       |       |       |       |       |       |       |

Национальный состав
По итогам переписи населения 2020 года проживали следующие национальности (национальности менее 0,1 % и другое, см. в сноске к строке «Другие»):
| Национальность | Численность, чел. | Доля     |
| -------------- | ----------------- | -------- |
| Русские        | 5602              | 94,17 %  |
| Армяне         | 98                | 1,65 %   |
| Лезгины        | 17                | 0,29 %   |
| Украинцы       | 17                | 0,29 %   |
| Татары         | 11                | 0,18 %   |
| Азербайджанцы  | 8                 | 0,13 %   |
| Гагаузы        | 8                 | 0,13 %   |
| Цыгане         | 7                 | 0,12 %   |
| Молдаване      | 7                 | 0,12 %   |
| Узбеки         | 6                 | 0,10 %   |
| Другие         | 168               | 2,82 %   |
| Итого          | 5949              | 100,00 % |

## Экономика
В Мучкапе действовали мясоптицекомбинат, мелькомбинат и маслозавод. С развалом СССР эти предприятия были закрыты. Также в мучкапском действовал завод по производству хлебобулочных изделий . В 2012 году был открыт семенной завод.

## Транспорт
Железнодорожная станция (Мучкап) на линии Тамбов — Балашов.

## Образование
В Мучкапе находятся две общеобразовательные школы:
- Мучкапская средняя школа 1 корпус
- Мучкапская средняя школа 2 корпус

Кроме того, в посёлке действует Мучкапская детская школа искусств им. А. М. Муравьёва.

## Спорт
В первых числах ноября каждого года в центре р.п. Мучкапский даётся старт легкоатлетическому марафону «Мучкап-Шапкино-Любо!» на 42 километра 195 метров. В этот же день проходят забеги на дистанциях: полумарафон, 10 километров, 1195 метров (сладкий забег).
Одним из наиболее развитым видом спорта в посёлке является волейбол. Мужская волейбольная команда — пятикратный чемпион области. Команда девочек ДЮСШ — участник полуфинала России по волейболу 2005 года.
Мучкап является местом проведения всероссийских турниров по волейболу:
- Турнир по волейболу на приз Героя Советского Союза И. Т. Любушкина
- Турнир по пляжному волейболу «Кубок Мучкапа»

В последние годы динамично развивается на территории р.п. Мучкапский и села Шапкино бокс. Воспитанники Мучкапского района постоянные участники чемпионатов ЦФО и России среди юношей.
Мучкап является местом проведения всероссийского турнира по боксу «Памяти Н. С. Мусорина» в середине октября с 2011 года.
В Мучкапе действует ДЮСШ и открывшийся в 2007 году ФОК «Салют».

## Достопримечательности
В 1987 году на центральной площади открыт памятник Ленину В. И. 

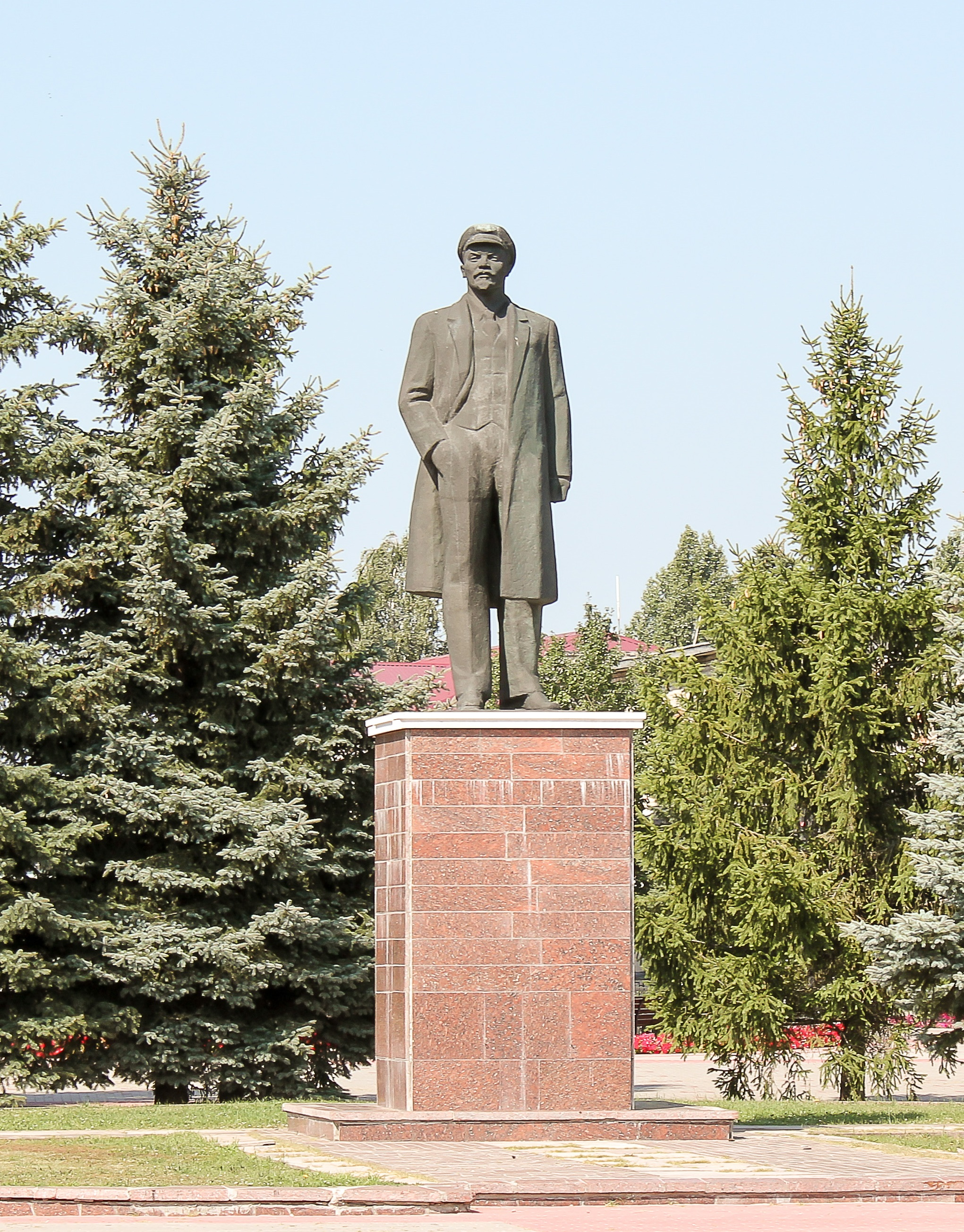
Памятник Ленину В. И. (р.п. Мучкапский, Тамбовская область). Скульптор Анатолий Андреевич Бичуков, народный художник России, вице-президент Российской Академии художеств, архитектор проекта — лауреат премии Совета Министров РСФСР П. Л. Павлов. Памятник установлен в 1987 году.

С 2008 г. в Мучкапе на улице Базарной действует фонтан с вечерней подсветкой, являющийся, вместе с прилегающей территорией, популярным местом отдыха среди жителей и гостей посёлка.
В 2009 году был открыт памятник Александру Невскому, установленный напротив входа в храм имени св. Александра Невского.
В конце лета 2010 года Зураб Церетели подарил Мучкапу памятник Матери с надписью «Поклонись матери». Он расположен при въезде в Мучкапский.
В июне 2011 г. состоялось торжественное открытие мемориала «Журавли», установленного на въезде в посёлок Мучкапский. Церемония открытия была приурочена к Дню России. Памятник посвящён советским воинам, погибшим в годы Великой Отечественной войны.
В 2012 году был установлен памятник Борису Пастернаку, сидящему на скамье и держащему в руках книгу, работы З. Церетели.